# Noah Kibet
Noah Kibet (* 12. April 2004) ist ein kenianischer Leichtathlet, der sich auf den Mittelstreckenlauf spezialisiert hat. 2022 gewann er die Silbermedaille über 800 Meter bei den Hallenweltmeisterschaften in Belgrad.

## Leben
Noah Kibet stammt aus Endebess, im westlich in Kenia gelegenen Trans-Nzoia County. Während seiner Schulzeit in Chepchoina zeigte sein erstmals sein Lauftalent. Zusammen mit seinem Cousin, Brian Kiptum, wird er heute in Iten von Geoffrey Rutto trainiert.

## Sportliche Laufbahn
Noah Kibet bestritt im Jahr 2021 seine ersten internationalen Wettkämpfe im 800-Meter-Lauf. Im Juli setzte er sich gegen seine nationale Konkurrenz durch und qualifizierte sich als Erster der Kenianischen Ausscheidungswettkämpfe für die U20-Weltmeisterschaften in der Heimat. Im August ging er bei den Juniorenweltmeisterschaften an den Start und erreichte jeweils nach Siegen in seinem Vor- und Halbfinallauf das Finale. Darin steigerte er seine Bestzeit auf 1:44,88 min und konnte sich die Bronzemedaille sichern. 2022 trat er in mehreren Wettkämpfen der Hallensaison in Europa an und schaffte die Qualifikation für die Hallenweltmeisterschaften in Belgrad. Als Sieger seines Vorlaufs zog er in das Finale, in dem er sich nur dem Spanier Mariano García geschlagen geben musste und somit Hallenvizeweltmeister wurde. Obwohl er bei den kenianischen Ausscheidungswettkämpfen lediglich den achten Platz belegte, reiste er im Sommer als möglicher Überraschungskandidat für eine Medaille zunächst zu den Weltmeisterschaften nach Eugene. Er konnte zwar in das Halbfinale einziehen, wo er allerdings schließlich als Achter, und damit Letzter, seines Laufes ausschied.

## Wichtige Wettbewerbe
| Jahr              | Veranstaltung             | Ort               | Platz             | Disziplin         | Zeit              |
| Startet für Kenia | Startet für Kenia         | Startet für Kenia | Startet für Kenia | Startet für Kenia | Startet für Kenia |
| ----------------- | ------------------------- | ----------------- | ----------------- | ----------------- | ----------------- |
| 2021              | U20-Weltmeisterschaften   | Nairobi           | 3.                | 800 m             | 1:44,88 min       |
| 2022              | Hallenweltmeisterschaften | Belgrad           | 2.                | 800 m             | 1:46,35 min       |
| 2022              | Weltmeisterschaften       | Eugene            | 22.               | 800 m             | 1:47,15 min       |

## Persönliche Bestleistungen
Freiluft
- 800 m: 1:44,88 min, 22. August 2021, Nairobi
- 1500-Meter-Lauf: 3:36,32 min, 15. April 2023, Azusa

Halle
- 800 m: 1:44,98 min, 11. Februar 2023, New York City
- 1500 m: 3:42,20 min, 27. Januar 2024, New York City
- Meilenlauf: 3:59,26 min, 27. Januar 2024, New York City